# Berberis repens
Berberis repens är en berberisväxtart som beskrevs av John Lindley. Berberis repens ingår i släktet berberisar, och familjen berberisväxter. Inga underarter finns listade i Catalogue of Life.

## Bildgalleri

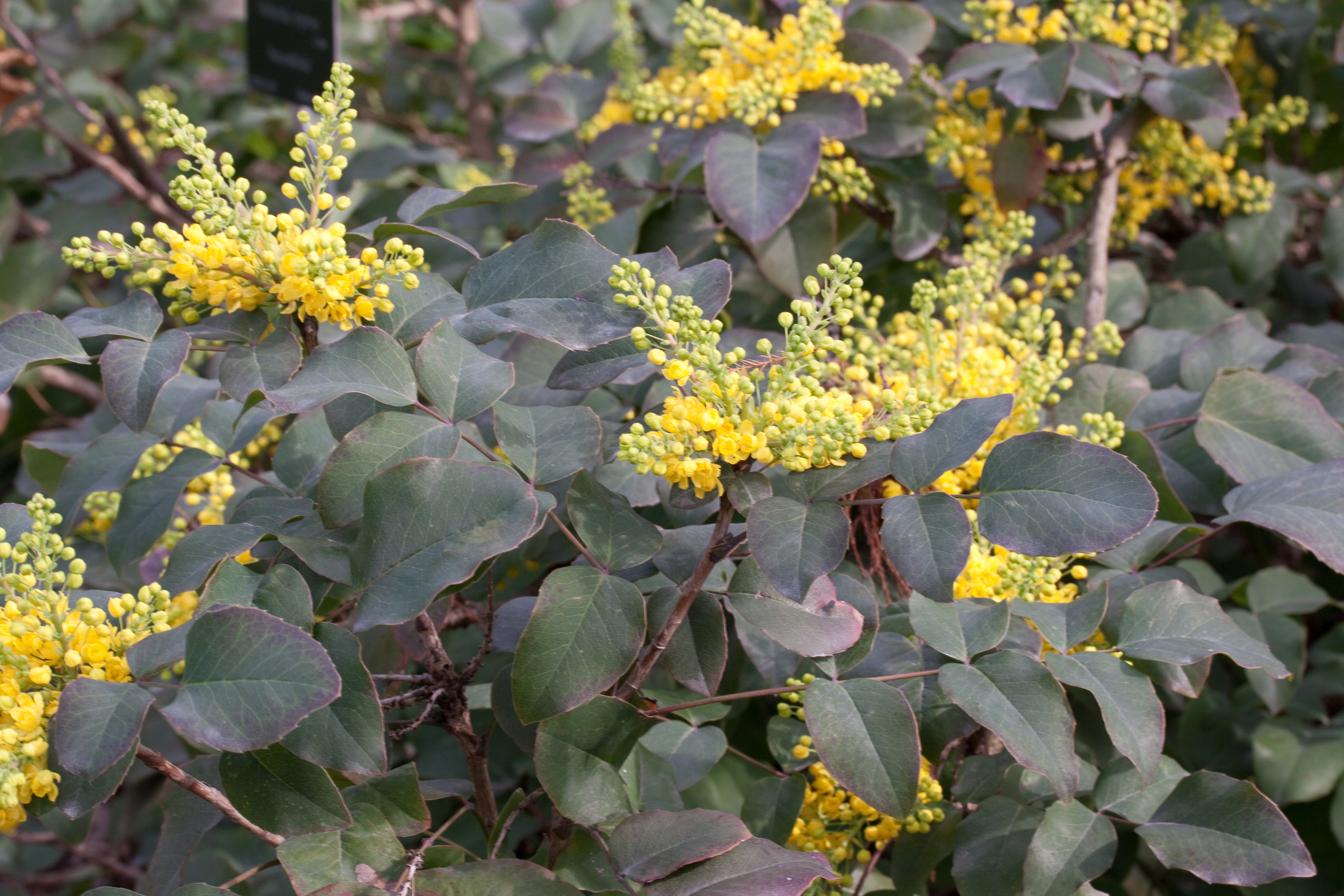
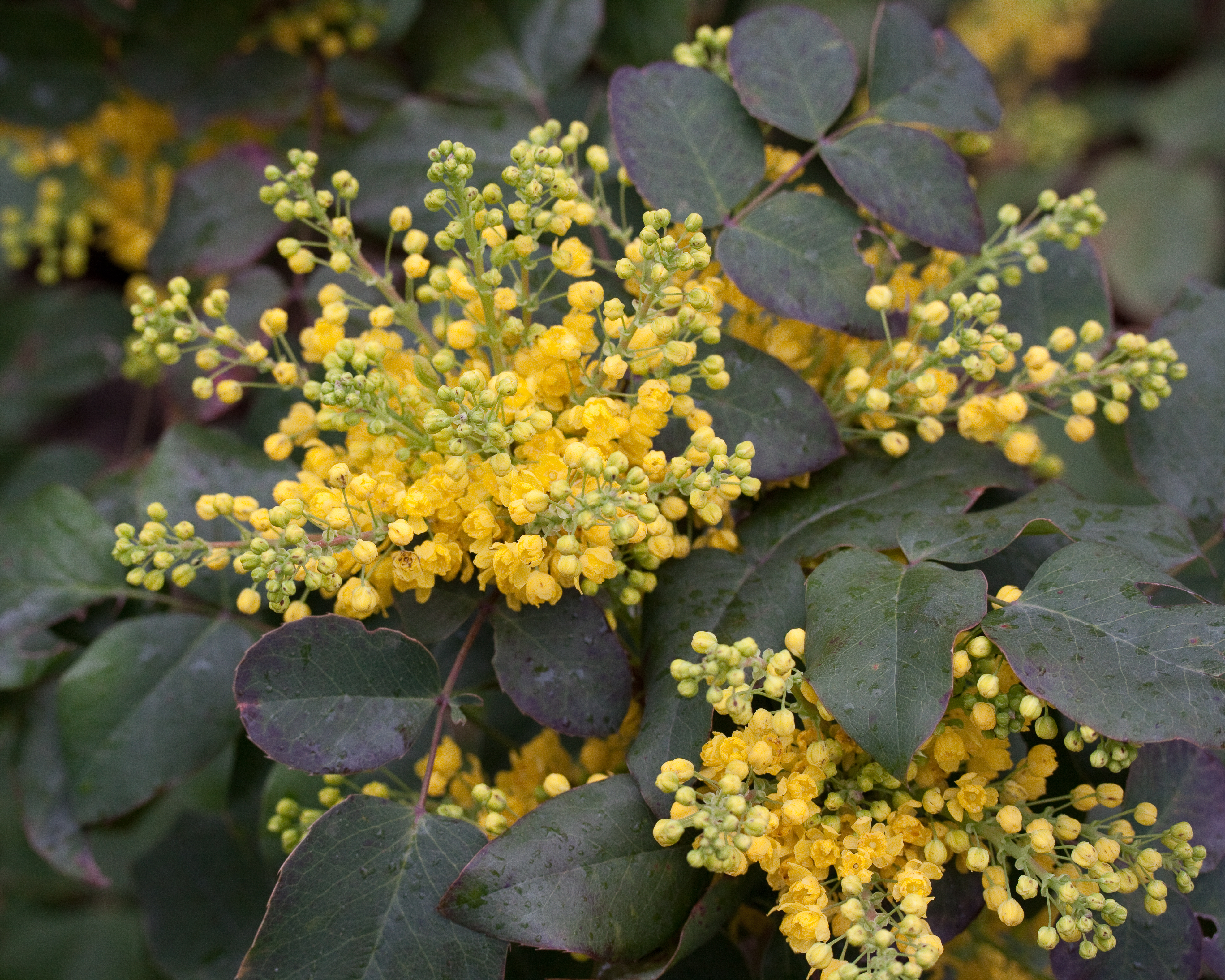